# Agencia Española de Protección de Datos
Die Agencia Española de Protección de Datos (Abkürzung AEPD) ist die nationale Datenschutzbehörde Spaniens. Sie besteht seit 1994 und hat ihren Sitz in Madrid. Daneben haben auf regionaler Ebene die autonomen Gemeinschaften Madrid, Katalonien und Baskenland von der AEPD unabhängige eigene Datenschutzbehörden.
Die AEPD ist eine Körperschaft des öffentlichen Rechts, die unabhängig von Weisungen der Regierung agiert. Ihr Direktor war von 2007 bis Mitte Juni 2011 Artemi Rallo Lombarte, der Spanien auch in der Artikel-29-Datenschutzgruppe der Europäischen Union vertritt, anschließend José Luis Rodríguez Álvarez.

## Aufgaben
Die AEPD überwacht die Einhaltung von Bestimmungen des Datenschutzes sowohl bei staatlichen Stellen als auch in der Privatwirtschaft. Zu ihren Aufgaben gehören u. a. die Bearbeitung von Beschwerden, die Verhängung von Geldbußen bei Verstößen gegen Datenschutzbestimmungen, Empfehlungen zu Gesetzgebungsvorhaben und die Erstellung eines jährlichen Datenschutzberichtes.